# Лезин, Алексей Владимирович
Алексей Владимирович Лезин (родился 27 февраля 1973, пос. Энергетик, Оренбургская область) — российский боксёр-любитель, чемпион мира 1995 года, трёхкратный чемпион Европы (1996, 1998, 2000 годы), бронзовый призёр Олимпийских игр 1996 года, победитель Игр доброй воли 1994 года, четырёхкратный чемпион России (1994, 1995, 1998, 2003 годы), двукратный чемпион мира среди военнослужащих (1994, 1999 годы). Заслуженный мастер спорта России (1994).

## Биография
Боксом начал заниматься у Юрия Андреевича Сабанова в г. Ульяновске. В связи с призывом в ВС РФ Алексей переехал в Димитровград и продолжил заниматься у Альфреда Гришина. Поэтому часто на соревнованиях его представляли, как представителя Димитровграда.
Несмотря на выдающиеся успехи в любительской карьере, никогда не начинал профессиональную. Свой последний бой провёл в 2004 году и в 2005 году объявил об уходе из спорта. К тому времени работал главным инженером одного из предприятий в родном Ульяновске.

## Награды
- Алексей Лезин был награждён медалями ордена «За заслуги перед Отечеством» I (2007)[2] и II (1997)[3] степеней.
- Решением Ульяновской Городской Думы А. В. Лезину присвоено звание «Почётный гражданин города Ульяновска», которое является высшей наградой муниципального образования «Город Ульяновск»[4].

## Известные противники
Среди побеждённых противников Лезина по рингу были будущие чемпионы-профессионалы
- Владимир Кличко — победа над Владимиром в финале чемпионате Европы 1996 года, и поражение от него в полуфинале Олимпийских Игр 1996 года в Атланте
- Виталий Кличко — победа над Виталием в финале чемпионата мира 1995 года, и поражение от него в финале Чемпионата мира по боксу среди военнослужащих в том же году
- Николай Валуев — победа над Валуевым в полуфинале Игр доброй воли в Санкт-Петербурге (1994)[5]
- Рубакалба Алексис — поражение от Рубакалба А. нокаутом в четвертьфинале чемпионата Мира 1997 г. в Будапеште.
- Одли Харрисон — поражение от Харрисона на Олимпийских играх 2000 г. в Сиднее.

(Лезин: — «Я по три раза дрался с братьями Кличко. Счет личных встреч с каждым — 2:1 в мою пользу»
Победы над Виталием Кличко:
1. в финале чемпионата мира среди военнослужащих в Тунисе
2. в финале чемпионата мира 1995 года.

Поражение: на чемпионате мира среди военных в Италии победу в финале отдали старшему Кличко. Месяцев через семь после боя в Федерацию бокса России пришло письмо из МОК с подтверждением, что в пробе мочи Кличко-старшего обнаружен допинг. И победу в Италии вроде как присудили мне.
— «Коля (Валуев) подался в профи в 1994 году после того, как пару раз мне проиграл на любительском ринге»)